# Kabinett Dreier
Das Kabinett Dreier bildete vom 23. Mai 1933 bis April 1945 die Landesregierung des Freistaates Schaumburg-Lippe. Nach einer Gesetzesänderung vom 22. Mai 1933 wurde Dreier durch Reichsstatthalter und NSDAP-Gauleiter von Westfalen-Nord, Alfred Meyer, als Landespräsident eingesetzt. 
| Amt             | Name        | Partei |
| --------------- | ----------- | ------ |
| Landespräsident | Karl Dreier | NSDAP  |